# الخود
ال خود یک منطقهٔ مسکونی در عمان است که در استان مسقط واقع شده‌است.